# Fabián Vargas
Fabián Andrés Vargas Rivera (ur. 17 kwietnia 1980 w Bogocie) – kolumbijski piłkarz grający na pozycji pomocnika.

## Kariera klubowa
18 czerwca 2009 roku Kolumbijczyk podpisał trzyletnią umowę z UD Almeríą, do Hiszpanii przeniósł się w lipcu. 5 września 2009 roku Vargas złamał kostkę w przerwie meczu eliminacyjnego do Mistrzostw Świata 2010 przeciwko Ekwadorowi i wypadł z gry na czas bliżej nieokreślony.
6 września 2009 roku okazało się, że Vargas nie zagra przez okres dwunastu miesięcy na skutek zerwania więzadeł w rywalizacji eliminacyjnej do mundialu w Republice Południowej Afryki z Ekwadorem. W 2011 roku podpisał kontrakt z AEK Ateny. Następnie grał w Independiente, Barcelona SC i Millonarios FC.